# Songs of Experience
Songs of Experience es el decimocuarto álbum de estudio de la banda de rock irlandesa U2. Fue lanzado al mercado el 1 de diciembre de 2017. Al día siguiente, 2 de diciembre, se convierte en número uno a nivel mundial en iTunes, y unos días después se convierte en el octavo N°1 de la banda en el Billboard 200.
Desde el punto de vista temático, forma parte de un proyecto que incluye al disco anterior de la banda, Songs of Innocence (2014): mientras que su predecesor exploraba la adolescencia de los miembros del grupo en Irlanda en la década de 1970, Songs of Experience es una colección de cartas escritas por el vocalista Bono desde la perspectiva que da la experiencia de los años, dirigidas a las personas y lugares más cercanos a su corazón. La naturaleza personal de las letras refleja un "pincel con la mortalidad" que tuvo durante la grabación del álbum. Cuenta con hasta 9 productores, incluyendo a Steve Lillywhite, Ryan Tedder, Jacknife Lee, Jolyon Thomas y Andy Barlow.
Songs of Experience se concibió por primera vez durante las sesiones de Songs of Innocence e inicialmente comenzó con Bono escribiendo canciones mientras se recuperaba de un grave accidente de bicicleta en noviembre de 2014. U2 comenzó a trabajar en el álbum en serio durante el 2015 Innocence + Experience Tour, con los miembros de la banda colaborando individualmente con los productores mientras estaban de gira. Las sesiones continuaron en 2016 y en su mayoría concluyeron a finales de año. El grupo había planeado lanzar el álbum en el cuarto trimestre, pero después del cambio de la política global en una dirección conservadora, destacada por el referéndum sobre el Brexit del Reino Unido y las elecciones presidenciales de 2016 en los Estados Unidos, decidieron poner el disco en espera y revaluar su tono. . Con el tiempo extra, U2 volvió a grabar muchas de las canciones como grupo mientras remezclaba y exploraba diferentes técnicas de producción. Bono reescribió sus letras para reflejar el clima político, así como un "roce con la mortalidad" que experimentó a fines de 2016. El álbum finalmente se completó durante el Joshua Tree Tour 2017.
En comparación con el lanzamiento sin costo generalizado de Songs of Innocence a través de iTunes Store, la promoción de Songs of Experience fue más tradicional y discreta. Se enviaron varias cartas postales a los fanáticos para provocar el álbum, mientras que se produjo contenido exclusivo para plataformas digitales como Amazon Music, Spotify y Apple Music. Se lanzaron numerosos sencillos promocionales y remixes de canciones, incluido el sencillo principal "You're the Best Thing About Me". El disco recibió críticas mixtas de los críticos, muchos de los cuales creyeron que pisaron los viejos terrenos de la banda. Debido en parte a la compra de boletos para el Experience + Innocence Tour 2018, el álbum debutó en el número uno en los Estados Unidos, convirtiendo a U2 en el primer grupo en encabezar la lista del país en cuatro décadas consecutivas. En el Reino Unido, alcanzó el número cinco. Songs of Experience fue el sexto álbum más vendido a nivel mundial en 2017, vendiendo 1.3 millones de copias. U2 apoyó el álbum con Experience + Innocence Tour, una secuela de su gira 2015.
El 6 de septiembre de 2017, U2 lanzó el primer sencillo del álbum, «You're the Best Thing About Me».

## Antecedentes
El 9 de septiembre de 2014, U2 anunció su decimotercer álbum de estudio, Songs of Innocence, en un evento de lanzamiento de productos de Apple, y lo lanzó digitalmente el mismo día a todos los clientes de iTunes Store sin costo alguno.
Songs of Experience fue mencionado por primera vez por Bono el mismo día en que Songs of Innocence fue lanzado. Comenzó a escribir canciones mientras se recuperaba de un grave accidente de bicicleta ocurrido en noviembre de ese año, por el que tuvo que ser intervenido quirúrgicamente. Durante el Innocence + Experience Tour del año siguiente, U2 trabajó en el álbum usando un estudio de grabación móvil. Las sesiones continuaron en 2016, y el álbum en su mayoría estaba terminado a finales de año. El grupo había planeado lanzar Songs of Experience en el cuarto trimestre, pero tras el cambio de la política global en una dirección conservadora, destacado por el voto británico hacia el Brexit y la elección presidencial de 2016 en Estados Unidos, optaron por posponer el lanzamiento para reelaborar las letras de algunas canciones de contenido político, como «The Blackout» o «American Soul», tema este que ironiza sobre la política de inmigración de Trump. Aprovechando este tiempo extra, la banda se centra en encontrar arreglos para las canciones que trabajan en vivo y en disco, mientras persiguen diferentes técnicas de producción y remezcla.
A ello se suma la idea de organizar una gira con ocasión del 30° aniversario del lanzamiento del disco The Joshua Tree, que situó a la banda en lo más alto de las listas de éxitos de Estados Unidos. Esta idea se materializará en el The Joshua Tree Tour 2017, en el que presentan algunas canciones del nuevo álbum, entre ellas  «The Little Things that Give You Away».

## Escritura y grabación
Según el guitarrista The Edge, la banda se dio cuenta temprano durante las sesiones de Songs of Innocence de que estaban trabajando en lo que se convertirían en dos álbumes separados. En una entrevista del 12 de octubre de 2014 con The Observer, Bono recitó la letra de una canción en curso llamada "The Morning After Innocence" (que más tarde se convirtió en "The Little Things That Give You Away"), en la que el protagonista de la canción le pregunta a su yo más joven por ayuda.
El 16 de noviembre de 2014, Bono resultó herido en un "accidente de bicicleta de alta energía" en Central Park en la ciudad de Nueva York. Sufrió fracturas en el omóplato, el húmero, la órbita y el dedo meñique, lo que requirió cinco horas de cirugía en el Departamento de Emergencia del Hospital NewYork-Presbyterian / Weill Cornell Medical Center. Bono dijo que no estaba seguro de poder volver a tocar la guitarra. Durante su recuperación, escribió nuevas canciones, a veces usando a otro guitarrista para tocar acordes que no pudo. Bono dijo que su accidente benefició a Songs of Experience y explicó: "El regalo fue que tuve tiempo para escribir mientras estaba mentalizado al final de un álbum", refiriéndose al período posterior a la finalización de Songs of Innocence. The Edge dijo: "Al final de un álbum estás en la cima de tus poderes en términos de escritura, arreglo y presentación. Es una pena que tengas que parar y comenzar la otra fase de lo que hacemos, que está tocando en vivo. Esta vez no nos hemos detenido realmente. Bono está tratando de capitalizar ese impulso y esa nitidez ".
Mientras estaba de gira en Rusia con su dúo de música electrónica Lamb, el músico Andy Barlow recibió una oferta para producir para U2. La semana siguiente, voló a Mónaco para unirse al grupo para lo que describió como una "prueba de dos semanas". Barlow se sorprendió de lo receptivos que eran los miembros de la banda a sus ideas y lo rápido que confiaron en él, particularmente en Bono. Una de las primeras tareas que le dieron a Barlow fue ayudar a la banda a avanzar "The Little Things That You Give You Away" más allá de la etapa de idea, algo que numerosos productores antes que él no habían podido hacer. Después de la sesión en Mónaco, se le pidió a Barlow unirse al grupo en Vancouver durante seis semanas, de abril a mayo de 2015, durante otro período de prueba mientras ensayaban para el Innocence + Experience Tour en el Coliseo del Pacífico. El productor Jolyon Thomas también se unió a ellos cuando la banda utilizó un estudio de grabación móvil. Entre las canciones en progreso vistas al New York Times durante los ensayos estaban "Red Flag Day", "Civilization" y "Instrument Flying". Antes del show de apertura de la gira el 14 de mayo, The Edge especuló que la banda podría completar el álbum para fin de año si se comprometían durante su tiempo de inactividad limitado después de la gira. Comparando el material en curso del grupo con su álbum de 1993 Zooropa, que fue grabado entre las piernas de su gira ZooTV Tour, The Edge dijo que las canciones Songs of Experience estaban "mucho más desarrolladas".
Después de su tiempo con U2 en Vancouver, Barlow recibió oficialmente el trabajo de productor. El grupo continuó trabajando en el álbum en su tiempo libre en el Innocence + Experience Tour. Mientras que Bono generalmente prefería esperar hasta la conclusión de una gira para trabajar en un álbum, esta vez quería escribir y grabar en pequeños incrementos en el camino; Teorizó que al hacer esto, ya tendrían "la forma y la sensación" del álbum cuando llegara el momento de dedicarse a completarlo, reduciendo así la presión que enfrentaban. Barlow colaboró principalmente con los miembros de la banda individualmente durante minutos a la vez debido a sus horarios y porque el tamaño de los camerinos en la gira no le dio a la banda suficiente espacio para trabajar juntos. El productor describió el proceso como "unir piezas individuales de un rompecabezas". En última instancia, Barlow pasó dos años trabajando con U2 en aproximadamente diez países, a veces durante meses. Según su estimación, solo el 10 por ciento de su trabajo tuvo lugar en estudios de grabación reales, la mayor parte se realizó en camerinos, habitaciones de hotel y mansiones.
Hasta octubre de 2015, la banda había escrito aproximadamente 18 canciones, de las cuales planearon seleccionar 12. Alrededor de este tiempo, The Edge escribió una nueva canción titulada provisionalmente "Tightrope". Una historia de portada en Q ese mes también mencionó las pistas "Much More Better" y "The Little Things That Give You Away". En noviembre de 2015, The Edge le dijo a Hot Press que el grupo esperaba completar el álbum a principios de 2016 y lanzarlo a fines de ese año.
Después de terminar Innocence + Experience Tour en diciembre de 2015, la banda se dedicó a trabajar en Songs of Experience durante 2016. El grupo se reunió con Barlow en Los Ángeles en el estudio de grabación del productor Rick Rubin, marcando su primera oportunidad de grabar juntos como grupo para el álbum, aparte del tiempo que pasaron juntos en Dublín durante la gira. En una edición de febrero de 2016 de Q, The Edge estimó que sus canciones existentes podrían completarse en cuatro a seis semanas, pero dijo que necesitaban escribir material adicional. En la historia, Bono discutió dos nuevas canciones, "Landlady" y "Where the Shadows Fall". En marzo, el grupo trabajó en el disco con Thomas en una mansión victoriana alquilada en Killiney, un afluente suburbio costero de Dublín. Equiparon la casa con un estudio de grabación improvisado y se atascaron en el salón con vistas a la bahía. Mullen usó una segunda batería colocada en una escalera de eco.
Sin embargo, mientras trabajaba en el álbum en Los Ángeles a fines de ese mes, The Edge indicó que no estaba casi terminado: "Es realmente difícil decir en este momento cuándo se hará. Definitivamente todavía estamos en la maleza aquí. No estamos reservando la planta de prensado, por así decirlo, todavía ". Dijo que había trabajado en 50 piezas de música individualmente, 20 de las cuales el grupo estaba emocionado de seguir. Además agregó: "Estamos tratando de ser realmente brutales con el material y solo enfocarnos en las cosas que realmente estamos convencidos de que son las mejores ideas. Diría que ahora estamos a punto de comenzar a editar realmente hasta colección central de canciones que harán el disco. Las cosas todavía están en su estado áspero, pero suenan realmente bien ".  El guitarrista dijo que" el 80 por ciento de [el disco] se inició antes de 2016, pero la mayor parte fue escrita a principios de 2016 ".
En mayo, el músico Ryan Tedder, repitiendo su papel como coproductor de Songs of Innocence, dijo: "Nunca los había visto tan enfocados", mientras describía su material en progreso como el más emocionante desde All That You Can't Leave Behind del 2000. Tedder también mencionó que el álbum era principalmente material nuevo y que solo una o dos canciones de las sesiones de Innocence habían sobrevivido.
Mientras asistía a una boda en Valencia en agosto de 2016, la banda habló con los fanáticos sobre el progreso del álbum; el bajista Adam Clayton les dijo a los fanáticos que esperaran algo dentro de los seis meses, mientras que Bono, cuando se le preguntó acerca de Innocence + Experience Tour, dijo: "la segunda parte de la gira es para 2017. Sin embargo, es posible que vea algunas cosas en septiembre u octubre". El Irish Times recogió estos comentarios e informó que era posible que el lanzamiento de un álbum en septiembre u octubre de 2016 coincidiera con el 40 aniversario de la banda, y que Innocence + Experience Tour se reanudaría en marzo de 2017. A finales de agosto, una nueva canción de U2, "You're the Best Thing About Me", debutó en forma de un remix de baile electrónico del DJ noruego Kygo durante su actuación en el Festival Cloud 9.

### Retraso y retrabajo
El grupo había planeado lanzar Songs of Experience en el cuarto trimestre de 2016, pero finalmente decidieron retrasarlo. Después del cambio de la política global en una dirección conservadora, resaltada por el referéndum Brexit del Reino Unido y las elecciones presidenciales de 2016 en Estados Unidos, la banda quería revaluar el tono del álbum. The Edge dijo: "De repente nos dimos cuenta de que el mundo en el que estábamos a punto de lanzarlo había cambiado. Así que nos dimos un momento para reflexionar si era una buena idea, y concluimos que sería mejor esperar un minuto. Para hacer una pausa , ver qué estaba pasando en el mundo, ver si el álbum que acabábamos de terminar era lo que queríamos decir ". Bono dijo:" Es un álbum muy personal, y no se convertirá en un álbum político de la noche a la mañana. Pero ahora tiene que pasar por el filtro de lo que sucedió en el resto del mundo ". Según The Edge, la mayoría de los cambios resultantes en las canciones fueron líricos y algunos fueron muy sutiles, enfatizando o expresando mejor una idea. Barlow indicó que la banda también dejó caer algunas canciones del álbum mientras escribía algunas nuevas.
U2 estaba interesado en explorar diferentes técnicas de producción y arreglos para sus canciones. Clayton dijo que querían modificar las mezclas después de la insatisfacción del grupo con las de Songs of Innocence: "No había claridad en algunas de las mezclas y necesitábamos ser un poco más inventivos sonoramente. Quiero decir, ese disco, cuando lo interpretaron en vivo, las canciones se volvieron muy, muy masculinas y muy duras y realmente no captamos eso en el disco ". Bono hizo eco de estos sentimientos, diciendo que Songs of Innocence carecía de" coherencia en la producción ". Como resultado, en otoño de 2016, The Edge, Clayton y Mullen (y Bono durante los últimos días) se reunieron en un espacio de ensayo para interpretar las canciones juntas "con medio ojo y oído para ver cómo se podrían tocar en vivo. escenario de concierto ". El grupo esperaba encontrar arreglos que funcionaran en vivo y en disco, para evitar su hábito de grabar, lanzar y, en última instancia, reorganizar las canciones cuando se preparan para una gira.
En una entrevista con Charlie Rose en septiembre, Bono afirmó que se realizaría una gira en 2017, pero no se comprometió en una fecha de lanzamiento para el álbum. En octubre de 2016, Tedder mencionó que había estado trabajando con U2 en el registro durante un año, y dijo que habría "remixes realmente buenos que abrirían una puerta completamente nueva para los fanáticos de U2". En un video lanzado en Navidad en diciembre, la banda anunció que Songs of Experience se lanzaría en 2017.
A medida que las sesiones continuaron, Bono tuvo lo que Edge llamó un "roce con la mortalidad". The Irish Times informó que en algún momento a fines de 2016, entre Navidad y Año Nuevo, Bono tuvo una experiencia cercana a la muerte. Además de aclarar que se trataba de un susto de salud física, se negó a dar más detalles sobre lo que sucedió. Como resultado del episodio, decidió reelaborar las letras del álbum. Admitió más tarde que la mortalidad ya iba a ser un tema en el álbum antes de su problema de salud, ya que el tema no se cubría a menudo y pensó que era naturalmente adecuado para un álbum llamado Songs of Experience. Sin embargo, dijo que el incidente afectó el estado de ánimo general del álbum y le hizo darse cuenta de que "no rendirse a la melancolía es lo más importante si va a luchar para salir de cualquier esquina en la que se encuentre". Como resultado, priorizó encontrar el tempo adecuado para ciertas canciones para asegurarse de que fueran optimistas.
U2 sintió que su química no estaba adecuadamente representada en las grabaciones del álbum hasta ese momento. Muchas de las partes individuales, particularmente la batería de Mullen y las partes de bajo de Clayton, habían sido grabadas por separado y, en opinión de la banda, carecían de la energía que podía capturarse de una sola toma de banda. Después de volver a ensayar las canciones, en marzo de 2017, U2 ingresó a Electric Lady Studios en Nueva York con su productor Steve Lillywhite para regrabarlas como grupo. Bono llamó a Lillywhite el "mejor chico para grabarnos en el estudio con la banda tocando en vivo". El grupo quedó satisfecho con los resultados, ya que encontraron una síntesis de sus "actuaciones en bruto de la banda" con sobregrabaciones de versiones grabadas anteriores. The Edge lo llamó "la mejor química de la banda mezclada con la mejor tecnología de producción del siglo XXI".
En una historia de portada de abril de 2017 para Mojo, Clayton dijo que había 15 o 16 canciones que eran contendientes para el álbum, que todavía esperaban reducir a 12. La historia menciona nuevas canciones tituladas "The Showman", "Summer of Love". y "The Best Thing About You Is Me" [sic]. Después de embarcarse en el Joshua Tree Tour 2017 en mayo de 2017, U2 debutó en vivo "The Little Things That Give Away". Durante una entrevista con Hot Press en la segunda fecha de la gira, Bono mencionó una nueva canción titulada "American Soul". Más tarde ese mes, cuando se le preguntó sobre Songs of Experience, Bono se mantuvo sin compromiso en una fecha de lanzamiento y dijo: "Pensé que se hizo el año pasado". Admitió que pasar más tiempo trabajando en el álbum lo había mejorado, pero dijo que "si se lo dejaras a Edge, aún lo estaría remezclando el próximo año".  Más tarde dijo eso al darle los toques finales al álbum. Durante las giras, la música estaba impregnada de una franqueza que habría faltado si hubieran estado trabajando en el estudio sin parar durante tres años.
En septiembre de 2017, The Edge dijo que la banda había acordado la lista de canciones del álbum, el orden de ejecución y las mezclas, lo que indica que estaba "absolutamente listo para ir al lado del último esmalte", como pequeños ajustes de mezcla o cambios líricos. Barlow dijo que Bono estaba haciendo cambios de letras hasta el último segundo antes de dominar.

## Composición
La letra de Songs of Experience refleja el "apocalipsis político y personal" que Bono sintió que había ocurrido en su vida en 2016, en referencia a su "roce con la mortalidad" y los eventos globales que ocurrieron alrededor del surgimiento del conservadurismo. Después de su experiencia cercana a la muerte, siguió los consejos del poeta irlandés Brendan Kennelly para escribir como si estuviera muerto, lo que The Edge dijo "te libera de tener que ... ser delicado o ser otra cosa que una expresión pura de tu esencia ".
Como resultado, Bono escribió la letra como una serie de cartas a personas y lugares más cercanos a su corazón. Él dijo: "Sé que U2 entra en cada álbum como si fuera el último, pero aún más esta vez quería que las personas que me rodeaban supieran exactamente cómo me sentía". También tomó prestada una idea del poeta William Blake para compararse a sí mismo como una persona inocente con quien se convierten a través de la experiencia. En consecuencia, muchas de las letras contienen un diálogo entre inocencia y experiencia. Musicalmente, la banda buscó usar "la alegría como un acto de desafío".
La canción de apertura, "Love Is All We Have Left", fue descrita por Bono como "Sinatra cantando en la luna, una canción de antorcha de ciencia ficción". Cantando sobre un arreglo "escaso" de "cuerdas y sintetizadores temblorosos" con su voz Auto-Tuned, habla desde la perspectiva de su yo inocente amonestando a su yo experimentado. El riff de guitarra de "Lights of Home" se basa en el desglose de graves de la canción de Haim "My Song 5"; las hermanas Haim proporcionan coros en la coda de canto. Las letras de Bono en la canción abordan directamente su experiencia cercana a la muerte, comenzando con "No debería estar aquí porque debería estar muerto / Puedo ver luces frente a mí". "You're the Best Thing About Me" se originó en el intento de la banda de escribir una canción en el espíritu de Motown, combinando música rítmica con un estado de ánimo alegre. La letra fue escrita por Bono como una canción de amor para su esposa, Ali, después de que tuvo la pesadilla de haber destruido su relación. "Get Out of Your Own Way" se dirige líricamente a las hijas de Bono, con palabras de aliento para no ser el peor enemigo de uno. La letra también hace referencia a la crisis política de Estados Unidos, mencionando que Liberty recibió un "golpe en la boca". Musicalmente, la canción se comparó con el sencillo de 2000 de la banda "Beautiful Day". Seguido entre el final de "Get Out of Your Own Way" y el comienzo de "American Soul" es un segmento de palabras habladas por el rapero Kendrick Lamar; interpretando lo que Bono llamó un "predicador agrietado", Lamar da una versión irónica de las Bienaventuranzas. Lamar probó previamente "American Soul" para su canción "XXX". "American Soul" es la carta de Bono a Estados Unidos, sobre "riffs de guitarra difusos". "Summer of Love", con Lady Gaga en coros, fue descrito como un "pastiche de zombis furtivos" por The Boston Globe. La letra se inspiró en la historia de un jardinero en Alepo que cultivó flores durante la guerra civil siria como un "acto de desafío" antes de ser asesinado por un ataque aéreo. Una línea en el coro, "He estado pensando en la costa oeste / No en la que todos conocen", hace referencia a la costa oeste de Siria. "Red Flag Day" se comparó musicalmente con las canciones del álbum War de la banda de 1983, así como con Police. La letra contrasta un encuentro romántico en la playa con refugiados sirios que intentan escapar por el mar Mediterráneo.
"The Showman (Little More Better)" presenta un arreglo acústico "alegre" que Bono describió como "Beatles-in-Hamburg". Escrita como una carta a la audiencia del grupo, las letras son autocríticas y advierten sobre la ridiculez y la falta de confianza de los artistas intérpretes o ejecutantes. "The Little Things That Give Away" fue descrita por Slant Magazine como una "quemadura lenta en expansión que se convierte en una erupción de guitarra en cascada". La letra de la canción se enmarca como una conversación entre un yo inocente y su yo experimentado, y este último tiene un colapso hacia el final de la canción y admite sus miedos más profundos. "Landlady" es un tributo a Ali de Bono por apoyarlo durante los primeros días del grupo y por ser su motivación para regresar a casa. En "The Blackout", la banda combina guitarras distorsionadas con un ritmo bajísimo y bailable, un resultado que The Telegraph dijo que recordaba la "energía audaz cyberpunk de Achtung Baby". Reflexionando sobre el estado de la democracia y la mortalidad de Bono, la letra menciona desastres naturales y eventos de extinción en líneas como "Dinosaurio se pregunta por qué aún camina por la tierra / Un meteorito promete que no va a doler". "Love Is Bigger Than Anything in Its Way", descrito como "grandioso" por USA Today y un "himno" por Mojo, presenta a Andrew Taggart de The Chainsmokers en los teclados. Bono escribió la letra para tranquilizar a sus hijos como si fueran sus últimas palabras para ellos. Su mensaje para ellos fue que el amor tiene el poder de superar cualquier obstáculo y puede ayudarlos a alcanzar su máximo potencial. La canción de cierre, "13 (There is a Light)", es una "canción de cuna" basada en piano dirigida a los niños de Bono, "instándolos a reunir la fuerza para enfrentar tiempos inciertos".
Songs of Experience, como pieza complementaria de Songs of Innocence, contiene una serie de devoluciones de llamadas a su predecesor. El octavo "eres rock and roll" del "Volcano" de Innocence se reutiliza como el coro de "American Soul". El canto "Libérate para ser tú mismo" de "Iris (Hold Me Close)" de Innocence se repite en "Lights of Home". "13 (There is a Light)" repite el coro de "Song for Someone" de Innocence; "13" originalmente había sido considerado para cerrar Songs of Innocence, pero finalmente se dejó caer.

## Packaging y título
El empaque del álbum fue diseñado por Shaughn McGrath, con la firma AMP Visual manejando el diseño, la dirección de arte y el marketing del álbum. La foto en la portada del álbum, tomada por el antiguo fotógrafo de la banda Anton Corbijn, muestra al hijo de Bono, Eli, y a la hija de Edge, Sian, tomados de la mano. The Edge dijo que era difícil encontrar una idea de portada que pudiera representar un álbum que consideran muy personal y muy universal. Finalmente decidieron enfocarse en algo más que los miembros de la banda y continuar con el tema familiar de la portada de Songs of Innocence, que representaba a Mullen con su hijo, Elvis.  Eli y Sian están descalzos en la foto, que significaba "inocencia juvenil". En contraste con esto, Sian lleva un casco militar M1 de EE. UU., Que estaba destinado a simbolizar las duras realidades del mundo que deben enfrentar. La carátula del álbum se mostró por primera vez en mayo de 2017 durante el concierto de apertura del Joshua Tree Tour 2017, cuando se mostró en la pantalla de video del escenario después de una presentación de "The Little Things That Give You Away". La silueta de Eli y Sian se utilizó posteriormente como logotipo en materiales promocionales y en la comercialización de la banda.
El título del álbum, junto con el de Songs of Innocence, están tomados de la colección de poemas de William Blake Songs of Innocence and of Experience.
Songs of Experience se lanzó en varios formatos: disco compacto, disco de vinilo, descarga digital y transmisión. Las ediciones de lujo incluyen hasta cuatro pistas adicionales. La edición Extra Deluxe contiene el álbum presionado en dos LP de vinilo translúcido de 180 gramos de color cian junto con una copia en CD del álbum con cuatro pistas adicionales. También se incluye una tarjeta de descarga digital, un póster desplegable y una hoja de letras de estilo periódico de 16 páginas. En lugar de usar un marco gráfico o imprimir el título del álbum en la portada, los diseñadores representaron los temas del álbum a través de la tipografía, la fotografía de Corbijn y el uso de cian en el empaque.

## Lanzamiento y promoción
U2 colaboró con su sello Island Records para el lanzamiento de Songs of Experience, marcando la primera vez desde How to Dismantle an Atomic Bomb en 2004 que el sello contribuyó a uno de los álbumes de la banda. El director gerente de Island, Jon Turner, dijo que el sello trabajó para el lanzamiento del álbum durante aproximadamente 18 meses. Después del lanzamiento gratuito en iTunes de Songs of Innocence que generó una prensa negativa, la promoción de Songs of Experience fue más tradicional, con énfasis en "adoptar todas las plataformas digitales".
El 23 de mayo de 2017, U2 apareció en Jimmy Kimmel Live! y realizó "The Little Things That Give You Away". En las paradas del Joshua Tree Tour 2017, la banda hizo una vista previa del álbum para periodistas y expertos de la industria de la música y la radio con sesiones de escucha entre bastidores.
En julio, durante la visita del The Joshua Tree Tour 2017 a Ámsterdam, U2 filmó un video musical para "You're the Best Thing About Me". En agosto, The Irish Sun informó que la canción sería lanzada como el primer sencillo de Songs of Experience el 8 de septiembre y que el álbum sería lanzado el 1 de diciembre para coincidir con el Día Mundial de la lucha contra el SIDA en un empate promocional con Product Red , una marca cofundada por Bono para ayudar a combatir el SIDA.
El 21 de agosto de 2017, varios fanes de U2 en los Estados Unidos recibieron cartas secretas a través de correo insinuando un nuevo lanzamiento de la banda. Las cartas contenían un texto que mencionaba la colección de poemas de William Blake, Songs of Innocence and of Experience, con una silueta del hijo de Bono y la hija de Edge que bloquean hacia fuera la mayor parte del texto con excepción de algunas palabras, revelando el mensaje, "Blackout ... It's ... clear ... who ... you are ... will ... appear ... U2.com". La parte inferior de las cartas decía "U2 anunciará" pero borró el título y fecha de lanzamiento. Muchos de los destinatarios de la carta estaban en el camino del eclipse solar de ese día. El 29 de agosto, la banda publicó un corto video en línea de una nueva canción titulada "The Blackout" y anunció que la canción se estrenará en su totalidad al día siguiente en Facebook Live; la banda también anunció que "You're the Best Thing About Me" sería lanzado como el primer sencillo de Songs of Experience el 6 de septiembre. El 30 de agosto, la banda dio a conocer un video que muestra una actuación en vivo de  "The Blackout". La semana siguiente, el 6 de septiembre, "You're the best thing about me" fue lanzado, y una fecha de lanzamiento del 1 de diciembre para Songs of Experience fue confirmada en un artículo del New York Times. El 7 de septiembre, la banda interpretó "You're the Best Thing About Me" en The Tonight Show con Jimmy Fallon antes de estrenarlo en vivo en un concierto en Indianápolis tres días después en el Joshua Tree Tour 2017.
La semana siguiente, el 6 de septiembre, "You're the Best Thing About Me" fue lanzado como el sencillo principal del álbum, y The New York Times publicó un artículo sobre el álbum, indicando que sería lanzado el 1 de diciembre. El 7 de septiembre, la banda interpretó "You're the Best Thing About Me" en The Tonight Show Starring Jimmy Fallon antes de debutar en vivo en un concierto en Indianápolis tres días después en el Joshua Tree Tour 2017. Island dijo que las actuaciones del nuevo sencillo durante la gira generaron entusiasmo por el álbum entre los socios comerciales y de medios presentes.
A finales de octubre, los fanáticos una vez más recibieron misteriosas cartas de correo postal, esta vez con la lista de canciones de Songs of Experience apagada, excepto por una canción. El 1 de noviembre, la banda anunció oficialmente los detalles del lanzamiento del álbum: se confirmó la fecha de lanzamiento del 1 de diciembre, se reveló la portada del álbum y se anunciaron los formatos de lanzamiento; además, las pistas "Get Out of Your Own Way" y "The Blackout" se lanzaron en los servicios de transmisión, y se anunciaron las fechas de la gira norteamericana de 2018 para el Experience + Innocence Tour. La gira utilizó la plataforma de Fan verificado de Ticketmaster para combatir la reventa de boletos, lo que convirtió a U2 en el primer grupo en hacerlo durante una gira completa. Cada boleto comprado para la gira incluía una copia de Songs of Experience. los que pre-ordenaron el álbum recibieron "descargas instantáneas" de "You're the Best Thing About Me", "Get Out of Your Own Way", y "The Blackout". El grupo actuó en Trafalgar Square en Londres el 11 de noviembre antes de recibir el Global Icon Award por los MTV Europe Music Awards. El 17 de noviembre, se lanzó la canción "American Soul".
Songs of Experience se lanzó el 1 de diciembre y se promovió de varias maneras. Amazon Music produjo programación de radio en línea sobre la banda llamada The U2 Experience. El contenido, que estaba disponible durante los dos días anteriores a la fecha de lanzamiento del álbum, incluía canciones de toda la carrera de la banda, entrevistas y grabaciones en vivo del Joshua Tree Tour 2017. Spotify produjo un mini documental sobre el grupo llamado U2 en Estados Unidos que se puso a disposición como parte de una lista de reproducción de sus canciones, mientras que la banda también grabó una sesión de "Spotify Singles". Los suscriptores de Apple Music tuvieron acceso a un video de ocho minutos de Bono narrando las notas del álbum. El día del lanzamiento, Bono apareció en el programa de televisión de fútbol americano Good Morning Football, y la banda actuó brevemente en una acera debajo de High Line en la ciudad de Nueva York. U2 fue el invitado musical en el episodio del 2 de diciembre de la serie de televisión de comedia estadounidense Saturday Night Live; su compatriota Saoirse Ronan fue el anfitrión del episodio. Cinco días después del lanzamiento del álbum, Bono y The Edge viajaron por la línea de metro de Berlín compartiendo el mismo nombre de la banda y dieron una breve actuación en la plataforma de una estación. El 19 de diciembre, BBC One emitió U2 en la BBC, un especial de televisión de una hora de duración que presentó actuaciones de la banda y segmentos de entrevistas con Cat Deeley.
"Get Out of Your Own Way" fue lanzado como el segundo sencillo del álbum el 16 de enero de 2018, con el video musical de la canción dos días después. Los miembros de U2 aparecieron en dos presentaciones en la 60a Entrega Anual de los Premios Grammy: Bono y The Edge participaron en la presentación de "XXX" de Kendrick Lamar, mientras que la banda pregrabó una presentación de "Get Out of Your Own Way" en una barcaza al frente de la estatua de la libertad. También se filmó una presentación de "American Soul" en el lugar y se usó como parte del vínculo promocional de la canción con el Torneo de Baloncesto Masculino de la División I de la NCAA 2018; la canción se usó como música de "tema secundario" que acompañaba la cobertura televisiva de CBS Sports y Turner Sports, que se reproducía al comienzo de las transmisiones de los juegos, antes y después de las pausas comerciales y en los anuncios de televisión. ESPN también usó la canción en la cobertura televisiva del Día de Apertura de la temporada 2018 de la Major League Baseball. "Love Is Bigger Than Anything in Its Way" fue lanzado en la radio Triple A como el tercer sencillo del álbum el 23 de abril.

### Lanzamientos promocionales y remixes
Se lanzaron varios sencillos y remixes promocionales de las canciones del álbum. El remix de baile de Kygo de "You're the Best Thing About Me" fue lanzado el 15 de septiembre de 2017. El 24 de noviembre, U2 emitió un sencillo de vinilo de 12 pulgadas de "The Blackout" para el Record Friday Day Black Friday. Lanzado en asociación con Third Man Records, el sencillo incluye la versión del álbum de la canción y un remix de Jacknife Lee. La banda lanzó un segundo sencillo de Record Store Day el 21 de abril de 2018, que comprende un sencillo de vinilo de edición limitada de 12 pulgadas de "Lights of Home" en un disco de imagen que contiene el remix de la canción "Free Yourself" de Beck. Después del lanzamiento de "Get Out of Your Own Way", Afrojack y Switch emitieron varios remixes de la canción. Del mismo modo, el sencillo "Love Is Bigger Than Anything in Its Way" fue remezclado por muchos artistas, incluidos Beck, Cheat Codes, Will Clarke, Funk Hunters, y Daybreakers. El 20 de julio de 2018, la banda lanzó un EP que contenía tres remixes de la canción de HP Hoeger y Rusty Egan. Los remixes de "Love Is Bigger Than Anything in Its Way" ayudaron a que la canción alcanzara el número uno en la lista de canciones de Billboard Dance Club. El 10 de agosto, la banda lanzó un EP de cuatro canciones que contenía remixes de "Summer of Love" de Robin Schulz, TILT, Howie B, y HP Hoeger y Rusty Egan. "Landlady" fue lanzado como sencillo promocional en Italia el 19 de octubre.

## Recepción de la crítica
Songs of Experience recibió críticas mixtas. En Metacritic, que asigna una calificación media ponderada de 100 a las críticas de los críticos principales, el álbum tiene un puntaje promedio de 63 basado en 28 reseñas. Mark Beaumont, de NME, descubrió que la banda es "un viejo maestro en impulsar lo que sea que los niños estén comprando", comparando partes del álbum con canciones de Bastille y Kanye West. La revisión concluyó: "U2 ha construido un crucero de roca en el estadio y no tienen ningún interés en el rock, y '... Experience' es 50 minutos de navegación muy sencilla". David Sackllah de Consequence of Sound dijo que el álbum con demasiada frecuencia "encuentra a la banda recauchutando material muy usado". Dijo que las reescrituras líricas para reflejar el clima político resultaron en que el álbum estaba "lleno de referencias que pueden sentirse como calzadas". Calum Marsh de Pitchfork dijo que Songs of Experience es "el esfuerzo desvergonzado de cuatro hombres de más de 50 años para lograr un sonido juvenil y contemporáneo". La crítica criticó las letras de Bono por sus lugares comunes e intentos de abordar temas políticos, diciendo: "A pesar del intento descarado de sonar moderno y rejuvenecido, U2 no puede ayudar en ciertos aspectos, pero suena igual". Andy Gill de The Independent dijo: "Raramente una banda de esta talla suena tan enervada y sin inspiración como U2 hace aquí". La crítica dijo que la banda había sido "reducida a trucos baratos tristes y viejos truismos cansados que apenas valen los acordes en los que están encadenados, que son las melodías más delicadas de su carrera". Terence Cawley de The Boston Globe dijo que el álbum rara vez se desvía de la fórmula que U2 ha seguido desde su álbum de 2000 All That You Can't Leave Behind, en el sentido de que combina crescendos musicales con letras motivadoras sin sentido. Él evaluó que "la banda rara vez acumula suficiente impulso para lograr el despegue, en cambio se desaceleró a una marcha contemporánea para adultos durante gran parte de la segunda mitad del álbum".
James McNair de Mojo calificó a Songs of Experience como una "bestia infinitamente más satisfactoria que su predecesor irregular" y "el álbum más fuerte de U2 en este siglo". Elogió el disco por sus ganchos y por sus canciones finales, en las que sintió que Bono estaba en su punto más vulnerable. Andrew Perry, de Q, dijo que el álbum "probablemente pasará a ser un clásico tardío". La revisión elogió al grupo por su capacidad de evocar una variedad de estados de ánimo y sonidos: "U2 ha cavado profundamente, pero siguen siendo posmodernos e impredecibles. Capaces de asumir muchos sonidos y voces; para invocar su inocencia de principios de los 80, pero también no más experimentados, maestros de cada centímetro de su juego".
Neil McCormick de The Daily Telegraph dijo que el álbum está lleno de "grandes ganchos carnosos combinados con aforismos singulares". Fue complementario del grupo por combinar su conflicto personal con la positividad de su música, diciendo que el álbum los demuestra en "sus canciones más maduras y seguras, tocando canciones de pasión y propósito, disparadas y animadas con un penetrante rayo de desesperación". David Fricke de Rolling Stone dijo que la reflexión del grupo sobre su mortalidad proporciona una "urgencia [que] une y propulsa el salto en mosaico de la experiencia". Fricke elogió al grupo por ofrecer vislumbres de su trabajo anterior y dijo: "El efecto creciente es una carga de estados de ánimo dinámicos y una misión aún segura". Alexis Petridis de The Guardian dijo que a pesar de algunos torpes intentos de sonar contemporáneo, el álbum fue mejor que cualquiera de sus predecesores y fue "frecuentemente fantástico". Destacó los momentos relacionados con el "roce con la mortalidad" de Bono como aspectos más destacados, calificándolos de "más naturales y agradables", como si las preocupaciones sobre la posible desaparición de su líder hicieran que todos dejaran de preocuparse por el lugar de U2 dentro del esquema contemporáneo de las cosas y se concentraran en la música".
En sus clasificaciones de fin de año, Rolling Stone nombró a Songs of Experience el tercer mejor álbum y "Lights of Home" la quinta mejor canción de 2017. "The Blackout" apareció en la lista de The New York Times de las 54 mejores canciones del año. En la encuesta de críticos de fin de año de Pazz & Jop de 2017 compilada por The Village Voice, Songs of Experience ocupó el puesto 98 en la lista de los mejores álbumes. Para los Billboard Music Awards 2018, fue nominado para el Top Rock Album.

## Rendimiento comercial
Songs of Experience debutó en el número uno en el Billboard 200 de EE. UU. Con 186 000 unidades equivalentes al álbum obtenidas en su primera semana, 180 000 de las cuales fueron ventas. El debut del disco se benefició de la promoción de paquetes que incluía copias con boletos comprados para el Experience + Innocence Tour. Songs of Experience fue el octavo álbum número uno de la banda en los EE. UU., El tercero más grande de cualquier grupo, y los convirtió en el primer grupo en alcanzar los álbumes número uno en los EE. UU. En las décadas de 1980, 1990, 2000 y 2010. Fue la mayor semana de ventas de cualquier álbum de rock en los Estados Unidos en 2017. Aun así, el álbum solo estuvo en la lista durante nueve semanas en el Billboard 200.
El registro entró en la lista de álbumes canadienses en el número uno con 24 000 copias vendidas entre 25 000 unidades equivalentes a álbumes, lo que lo convierte en el sexto álbum de U2 en encabezar la lista del país durante la era de Nielsen SoundScan. En la lista de álbumes del Reino Unido, el registro se abrió en el número cinco con 40,669 copias vendidas en su primera semana, antes de caer al número 20 la semana siguiente. Permaneció en la lista durante 10 semanas. En la Irlanda natal del grupo, el disco debutó en el número uno, convirtiéndose en la primera banda en tener 12 álbumes número uno en el país. También alcanzó el número uno en los Países Bajos, su 12.º álbum para hacerlo. Songs of Experience fue el sexto álbum más vendido a nivel mundial en 2017, vendiendo 1.3 millones de copias.

## Lista de canciones
| Standard edition |                                           |          |  |
| N.º              | Título                                    | Duración |  |
| 1.               | «Love Is All We Have Left»                | 2:41     |  |
| 2.               | «Lights of Home»                          | 4:16     |  |
| 3.               | «You're the Best Thing About Me»          | 3:45     |  |
| 4.               | «Get Out of Your Own Way»                 | 3:58     |  |
| 5.               | «American Soul»                           | 4:21     |  |
| 6.               | «Summer of Love»                          | 3:24     |  |
| 7.               | «Red Flag Day»                            | 3:19     |  |
| 8.               | «The Showman (Little More Better)»        | 3:23     |  |
| 9.               | «The Little Things That Give You Away»    | 4:55     |  |
| 10.              | «Landlady»                                | 4:01     |  |
| 11.              | «The Blackout»                            | 4:45     |  |
| 12.              | «Love Is Bigger Than Anything in Its Way» | 4:00     |  |
| 13.              | «13 (There Is a Light)»                   | 4:19     |  |

Deluxe Edition
| Deluxe Edition bonus tracks |                                              |          |  |
| N.º                         | Título                                       | Duración |  |
| 14.                         | «Ordinary Love» (Extraordinary Mix)          | 3:47     |  |
| 15.                         | «Book of Your Heart»                         | 3:55     |  |
| 16.                         | «Lights of Home» (St Peter's String Version) | 4:33     |  |

Additional Deluxe Edition
| Deluxe Edition (CD) additional bonus track |                                                |          |  |
| N.º                                        | Título                                         | Duración |  |
| 17.                                        | «You're the Best Thing About Me» (U2 vs. Kygo) | 4:16     |  |

Japanese Deluxe Edition
| Japanese Deluxe Edition (CD) additional bonus track |                                     |          |  |
| N.º                                                 | Título                              | Duración |  |
| 18.                                                 | «The Blackout» (Jacknife Lee Remix) | 07:18    |  |

## Personal
Adaptado de las notas del trazador de líneas.

#### U2
- Bono - voz
- The Edge - guitarras, voces, teclados
- Adam Clayton - bajo
- Larry Mullen Jr. - batería, percusión

#### Artistas adicionales
- Andy Barlow - teclados adicionales (pistas 1, 9), programación (1), diseño de sonido (1)
- Jacknife Lee: teclados adicionales (2–3, 5, 11–12), guitarra adicional (2, 5, 10–12), programación (2–3, 5, 11–12), teclados (6), coros adicionales (12)
- Haim - coros adicionales (2)
- Ryan Tedder - programación / programación adicional (3, 6, 7), acompañamiento adicional / voz de fondo (4, 6, 7, 8), teclados (6), guitarra adicional (8)
- Brent Kutzle - programación / programación adicional (3, 6, 7), teclados / teclados adicionales (4, 6), guitarra adicional / guitarra acústica (6, 7)
- Davide Rossi - cuerdas (3, 10)
- Kendrick Lamar - outro (4), introducción (5)
- Goshua Usov - teclados adicionales (4)
- Jolyon Thomas - guitarra adicional (4, 9), teclados adicionales (4, 9)
- Brandon Collins - arreglo de cuerdas (6)
- Amy Helman - violines (6)
- Avery Bright - violines (6)
- Betsy Lamb - viola (6)
- Paul Nelson - violonchelo (6)
- Noel Zancanella - programación adicional (6)
- Nate Lotz - percusión adicional (6)
- Lady Gaga - voz de fondo (6)
- Steve Wilmot - percusión adicional (7)
- Declan Gaffney - teclados adicionales (7)
- Julian Lennon - voces de fondo adicionales (7)
- Andrew Taggart - teclados adicionales (12)
- Paul Epworth - programación (13), teclados adicionales (13)
- Dawn Kenny - crédito adicional (1)

#### Técnico
- Andy Barlow - producción (pistas 1, 7), ingeniería (1), mezcla (1), producción adicional (9-10)
- Jacknife Lee - producción (2–3, 5, 10–12), producción adicional (4, 6, 8), mezcla (2, 5, 11–12), ingeniería (3)
- Ryan Tedder - producción (2–4, 6–8, 13), producción original (10–11)
- Brent Kutzle - producción (2–4, 6, 7), producción adicional (11)
- Steve Lillywhite - producción (3–4, 7–8), mezcla (3, 8)
- Jolyon Thomas - producción (4, 9), producción adicional (2, 5)
- Alex Bailey - asistencia de mezcla (1), asistencia de ingeniería (7, 9)
- Matt Bishop - ingeniería (2–3, 6, 12), ingeniería adicional (4), asistencia de mezcla (5, 11–12)
- Tyler Spry - ingeniería (2–4, 6–7, 11)
- Drew Bang - ingeniería adicional (2, 4–5), ingeniería (9)
- Dave "Squirrel" Covell - asistencia de ingeniería / asistencia de ingeniería adicional (2, 5, 9–12)
- Barry McCready - asistencia de ingeniería (2–3, 5, 10–12)
- Matt Bishop - asistencia de mezcla (2), ingeniería (5, 8, 10–11)
- Rich Rich - ingeniería (3–4, 6–8, 11, 13)
- Matty Green - ingeniería (3–4, 7–8), asistencia de mezcla (8)
- Christopher Henry - ingeniería adicional (3, 6–7), asistencia de ingeniería (4, 8, 11)
- Richard Rainey - ingeniería adicional (3)
- Greg Clooney - ingeniería adicional (3)
- Gosha Usov - asistencia de ingeniería (3–4, 7–8)
- Alan Kelly - asistencia de ingeniería (3)
- Kelana - mezcla (3)
- Tom Elmhirst - mezcla adicional (3), mezcla (4, 6–7, 9–10, 13)
- Brandon Bost - asistencia de mezcla (3–4, 6, 9–10, 13), ingeniería (6, 9, 13), asistencia adicional de mezcla (7)
- Declan Gaffney - ingeniería adicional (4, 10, 13), producción adicional (5), ingeniería (7, 11), mezcla adicional (7)
- Doug Sarrett - ingeniería adicional (6)
- Aleks Von Korff - asistencia de ingeniería (7–8, 10)
- Paul Epworth - producción (13)
- Matt Wiggins - ingeniería (13)

## Charts

### Gráficos semanales
| Chart (2017)                                  | Posición alta |
| --------------------------------------------- | ------------- |
| Álbumes australianos (ARIA)                   | 5             |
| Álbumes austriacos (Ö3 Austria)               | 2             |
| Álbumes belgas (Ultratop Flanders)            | 1             |
| Álbumes belgas (Ultratop Valonia)             | 2             |
| Álbumes canadienses (Billboard)               | 1             |
| Álbumes checos (ČNS IFPI)                     | 2             |
| Álbumes daneses (Hitlisten)                   | 2             |
| Álbumes holandeses (Album Top 100)            | 1             |
| Álbumes finlandeses (Suomen virallinen lista) | 6             |
| Álbumes franceses (SNEP)                      | 2             |
| Álbumes alemanes (Offizielle Top 100)         | 2             |
| Álbumes griegos (IFPI)                        | 6             |
| Álbumes húngaros (MAHASZ)                     | 7             |
| Álbumes irlandeses (IRMA)                     | 1             |
| Álbumes italianos (FIMI)                      | 2             |
| Álbumes de Nueva Zelanda (RMNZ)               | 9             |
| Álbumes noruegos (VG-lista)                   | 5             |
| Álbumes polacos (ZPAV)                        | 4             |
| Álbumes portugueses (AFP)                     | 1             |
| Álbumes escoceses (OCC)                       | 3             |
| Álbumes españoles (PROMUSICAE)                | 2             |
| Álbumes suecos (Sverigetopplistan)            | 2             |
| Álbumes suizos (Schweizer Hitparade)          | 2             |
| Álbumes del Reino Unido (OCC)                 | 5             |
| US Billboard 200                              | 1             |

### Tablas de fin de año
| Chart (2017)                          | Posición |
| ------------------------------------- | -------- |
| Álbumes australianos (ARIA)           | 74       |
| Álbumes austríacos (Ö3 Austria)       | 48       |
| Álbumes belgas (Ultratop Flanders)    | 41       |
| Álbumes belgas (Ultratop Valonia)     | 34       |
| Álbumes daneses (Hitlisten)           | 87       |
| Álbumes holandeses (MegaCharts)       | 16       |
| Álbumes franceses (SNEP)              | 31       |
| Álbumes alemanes (Offizielle Top 100) | 42       |
| Álbumes italianos (FIMI)              | 15       |
| Álbumes suizos (Schweizer Hitparade)  | 84       |
| Álbumes del Reino Unido (OCC)         | 82       |

| Chart (2018)                         | Posición |
| ------------------------------------ | -------- |
| Álbumes belgas (Ultratop Flanders)   | 101      |
| Álbumes belgas (Ultratop Valonia)    | 81       |
| Álbumes franceses (SNEP)             | 120      |
| Álbumes italianos (FIMI)             | 57       |
| Álbumes suizos (Schweizer Hitparade) | 24       |

## Certificaciones
| Región                                                                                                  | Certificación | Unidades certificadas / ventas |
| --- | ------------- | ------------------------------ |
| Francia (SNEP)                                                                                          | Platino       | 100 000                        |
| Alemania (BVMI)                                                                                         | Oro           | 100 000                        |
| Italia (FIMI)                                                                                           | 2 × Platino   | 100 000 *                      |
| Reino Unido (BPI)                                                                                       | Oro           | 100 000 ^                      |
| Canadá (Music Canada)                                                                                   | Oro           | 40 000                         |
| España (PROMUSICAE)                                                                                     | Oro           | 20 000 *                       |
| Bélgica (BEA)                                                                                           | Oro           | 15 000 *                       |
| Dinamarca (IFPI Dinamarca)                                                                              | Oro           | 10 000 ^                       |
| Polonia (ZPAV)                                                                                          | Oro           | 10 000 *                       |
| Austria (IFPI Austria)                                                                                  | Oro           | 7500 *                         |
| Portugal (AFP)                                                                                          | Oro           | 7500 *                         |
| * cifras de ventas basadas solo en la certificación ^ cifras de envíos basadas solo en la certificación |               |                                |